# Yoshirō Mori
Yoshirō Mori (jap. 森 喜朗 Mori Yoshirō; ur. 14 lipca 1937 w Neagari (dzisiejsze Nomi), w prefekturze Ishikawa) – japoński polityk, członek Partii Liberalno-Demokratycznej, premier. Sprawował funkcję prezydenta Japońskiej Federacji Rugby (JRFU).
Nigdy nie cieszył się popularnością w społeczeństwie japońskim, lecz pod koniec urzędowania bił rekordy niepopularności. Według sondaży, procent popierających go Japończyków spadł do poziomu jednocyfrowego.

## Życiorys
Urodził się w Neagari (dzisiejsze Nomi). Jest synem Shigekiego i Kaoru Mori. W wieku 7 lat stracił matkę. Wychowany przez ojca i babcię. Jest absolwentem tokijskiego Uniwersytetu Waseda. Był członkiem uniwersyteckiego zespołu rugby. W 1962 roku podjął pracę w konserwatywnej, japońskiej gazecie Sankei Shimbun.

## Kariera polityczna
W 1969 roku został wybrany do Izby Reprezentantów i zasiadał w niej przez dziesięć kolejnych kadencji. W latach 1983–1984 sprawował funkcję ministra edukacji, 1992-1993 – ministra handlu i przemysłu, a w latach 1995–1996 – ministra budownictwa.
W dniu 5 kwietnia 2000 r. objął stanowisko sekretarza generalnego Partii Liberalno-Demokratycznej i premiera. Funkcję tę pełnił do 26 kwietnia 2001 r., kiedy został zastąpiony przez Jun’ichirō Koizumiego.
W 2004 r. został odznaczony indyjskim Orderem Padma Bhushan.

## Kontrowersje
Mori znany jest na świecie z powodu licznych gaf, które popełnił podczas sprawowania urzędu.
- 9 lutego 2001 r. podczas gry w golfa Mori otrzymał informację o przypadkowym zatopieniu japońskiego kutra rybackiego przez amerykański okręt podwodny (zginęło wówczas 9 osób), postanowił jednak dokończyć grę.
- W 2000 roku podczas spotkania z prezydentem Republiki Chińskiej Chen Shui-bianem Mori życzył mu zwycięstwa w nadchodzących wyborach. Tymczasem Chen Shui-bian zaledwie kilka tygodni wcześniej został wybrany na ten urząd.